# SIPP

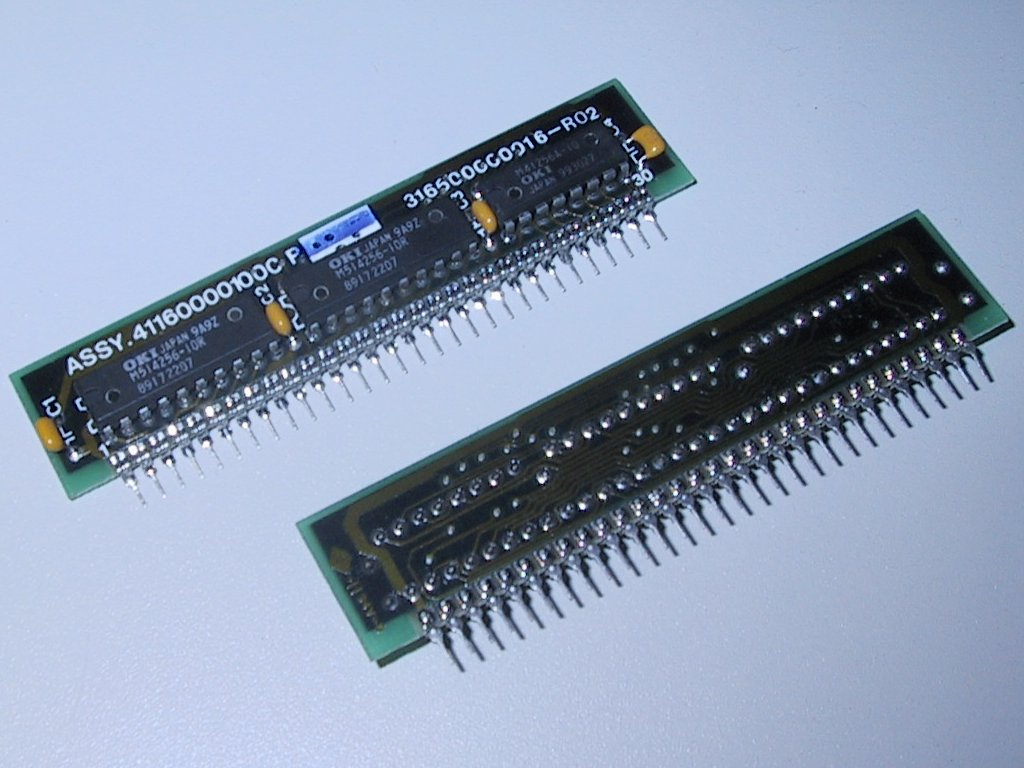
Két SIPP memória modul

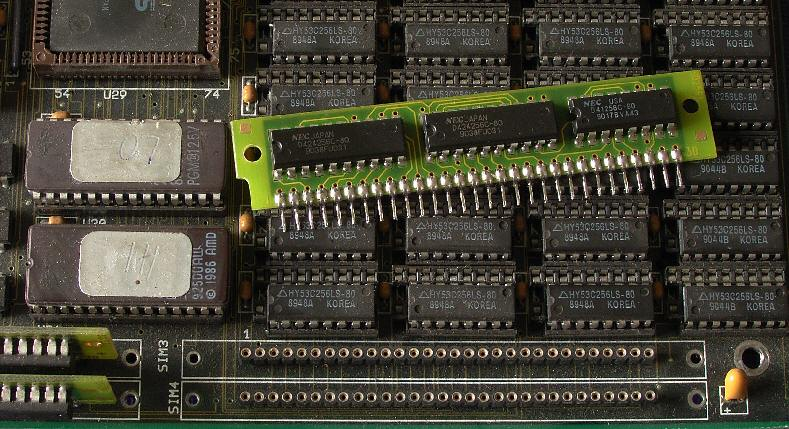
SIPP modul üres SIPP foglalatok mellett egy alaplapon

A Single In-line Pin Package (röviden: SIPP) egy ma már nem használatos memóriatípus, melyet a hasonló belső felépítésű SIMM RAM követett. Hasonló fogalom a Single In-line Package (röviden: SIP) is, mely a memóriamodul egy tüskesoros tokozására utal.

## Történet
Az AT szabvány elterjedése, illetve az Intel 80286 megjelenése előtt a PC-klónok legtöbbjénél a RAM egészen egyszerűen IC-nként volt beültetve az alaplapokra. Ez teljesen megfelelő volt, hiszen az Intel 8086 csak maximum 1 MB memóriát tudott címezni.
A 80286-os processzorok megjelenésével a címezhető memória nagysága 16 MB-ra bővült. Az akkori magas memóriaárak és a praktikum is ellene szólt a korábbi gyakorlatnak, a gyártók nem akarták tucatnyi drága IC-vel telepakolni az alaplapjaikat, hanem úgy gondolkodtak, hogy majd a felhasználó eldönti, mennyi memóriával kívánja bővíteni számítógépét. Az egyik első, e célból létrehozott szabvány volt a SIPP, mely ugyanazt a 2,54 mm-es tüskeszélességet alkalmazta, mint a piacon lévő IC-k, így meglévő termékként létező foglaltba volt illeszthető.
A SIP tokozással készült memóriamodulok behelyezése, cseréje azonban problematikusnak bizonyult a könnyen elhajló tüskék miatt, ezért hamarosan a gyártók lecserélték azt a tartósabb, élcsatlakozós és a SIPP modulokkal elektronikusan teljesen kompatibilis SIMM memóriatípusra.

## Felépítés
A SIPP memóriamodulok tehát azt a célt szolgálták, hogy nagyobb memóriamennyiségeket lehessen kis nyomtatott áramköri lapokra integrálni, majd azokat modulszerűen memóriabővítésre használni a PC-kben. A modulok 256 KB vagy 1 MB memóriát tartalmazhattak és 30 tűs tüskesor biztosította a csatlakozást az alaplapon elhelyezett foglalatra.
Ezek a fajta memóriamodulok jellemzően 286-os rendszerekben találhatók meg, de néhány korai 386-os alaplap is alkalmazta őket. A SIPP RAM-okat leváltó SIMM memóriák elektronikusan teljesen megegyeznek elődeikkel, így adott esetben foglalatcserével, vagy tüskesor felforrasztásával a SIMM modulok SIPP memóriákká alakíthatók.